# Cleopatra Stratan
Pour les articles homonymes, voir Stratan.

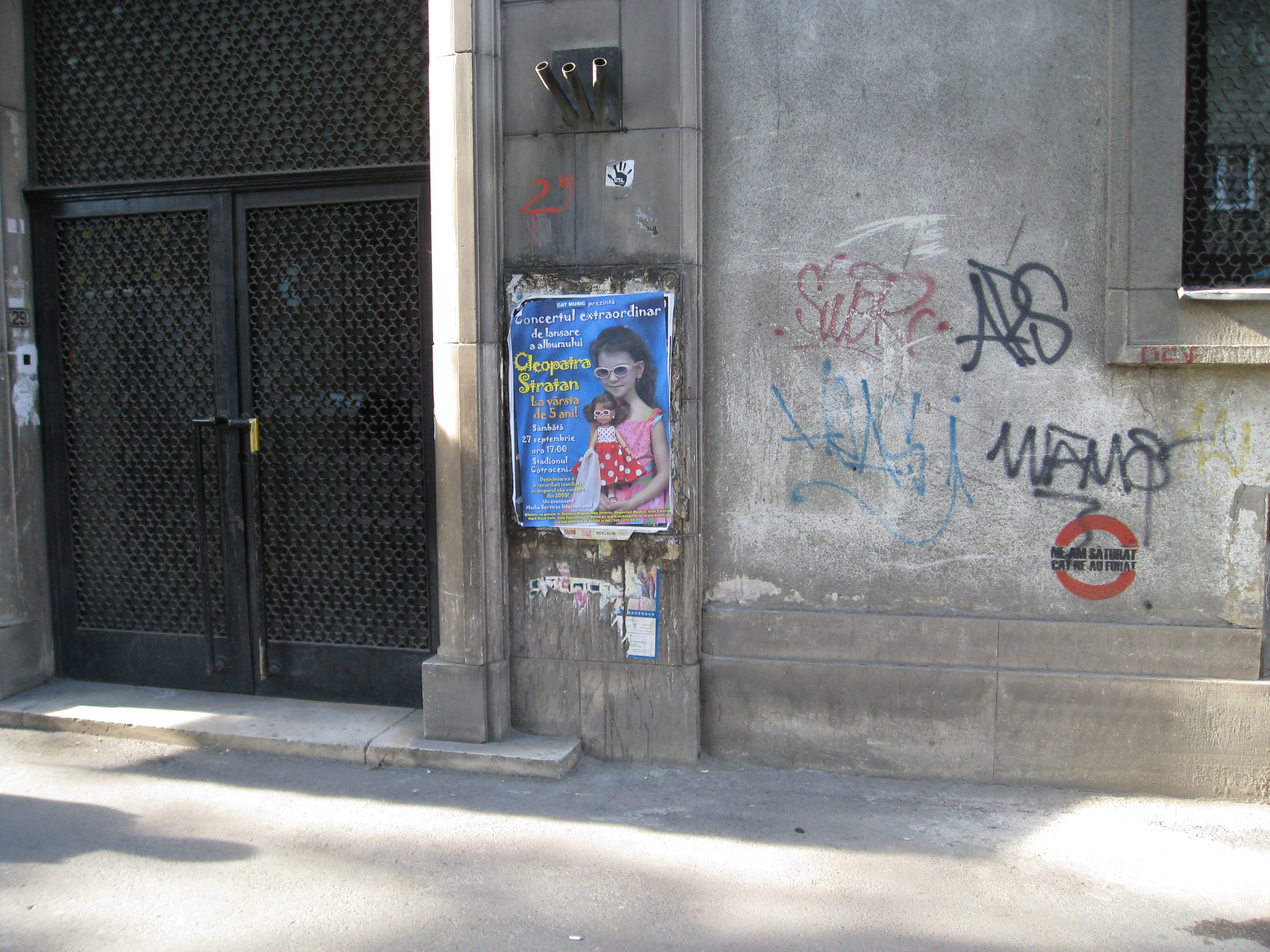
Affiche de Cleopatra Stratan à Bucarest.

Cleopatra Stratan, née le 6 octobre 2002 à Chișinău, est une chanteuse moldave, dont le premier album est sorti alors qu'elle avait trois ans.
Elle chante en roumain, sa langue natale, et ses chansons, composées et écrites par son père Pavel, sont diffusées en Roumanie essentiellement.
Elle détient le record du plus jeune artiste à avoir chanté en concert pendant deux heures devant un public important, du plus jeune artiste à avoir reçu un prix MTV, et du plus jeune artiste à avoir été en tête des ventes dans son pays.

## Discographie

### À l'âge de trois ans(2006)
| Chansons          | Durée      |
| ----------------- | ---------- |
| Ghiţă             | 3 min 17 s |
| Cuţu              | 3 min 07 s |
| Te-am întâlnit    | 2 min 38 s |
| Şansa             | 2 min 22 s |
| Noapte bună!      | 3 min 54 s |
| Număr pân' la unu | 2 min 45 s |
| Mama              | 3 min 58 s |
| Zuzu-zuzu         | 2 min 08 s |
| Oare cât?         | 2 min 01 s |
| Pasărea pistruie  | 3 min 44 s |

### À l'âge de cinq ans(2008)
| Chansons                  | Durée      |
| ------------------------- | ---------- |
| Zunea-Zunea               | 2 min 59 s |
| Elefantul şi furnica      | 3 min 04 s |
| Lupul, iezii şi vizorul   | 4 min 17 s |
| Vino, te aştept           | 3 min 00 s |
| Căţeluş cu părul creţ     | 3 min 28 s |
| Dăruieşte                 | 3 min 45 s |
| Gâşte-gâşte               | 2 min 43 s |
| Melc-melc                 | 2 min 42 s |
| Refrenul dulcilor poveşti | 3 min 00 s |
| Va veni o zi-ntr-o zi     | 3 min 27 s |